# Ever Cantero
Ever Milton Cantero Benítez est un footballeur paraguayen né le 3 décembre 1985. Il évolue au poste d'attaquant.

## Biographie
Ever Cantero joue au Paraguay, au Chili et en Bolivie.
Il participe à la Copa Libertadores et à la Copa Sudamericana. En Copa Libertadores, il inscrit avec le Club Bolívar, un but sur la pelouse de l'Unión Española en avril 2012.
Le 19 février 2011, il inscrit avec l'équipe du Santiago Morning un triplé dans le championnat du Chili, contre le Deportes Iquique.

## Palmarès
- Champion du Chili en 2015 (tournoi de clôture) avec Cobresal